# Jesse Tyler Ferguson
Jesse Tyler Ferguson (ur. 22 października 1975 w Missouli) – amerykański aktor telewizyjny, znany najbardziej z roli Mitchella Prichetta z serialu Współczesna rodzina.

## Życiorys

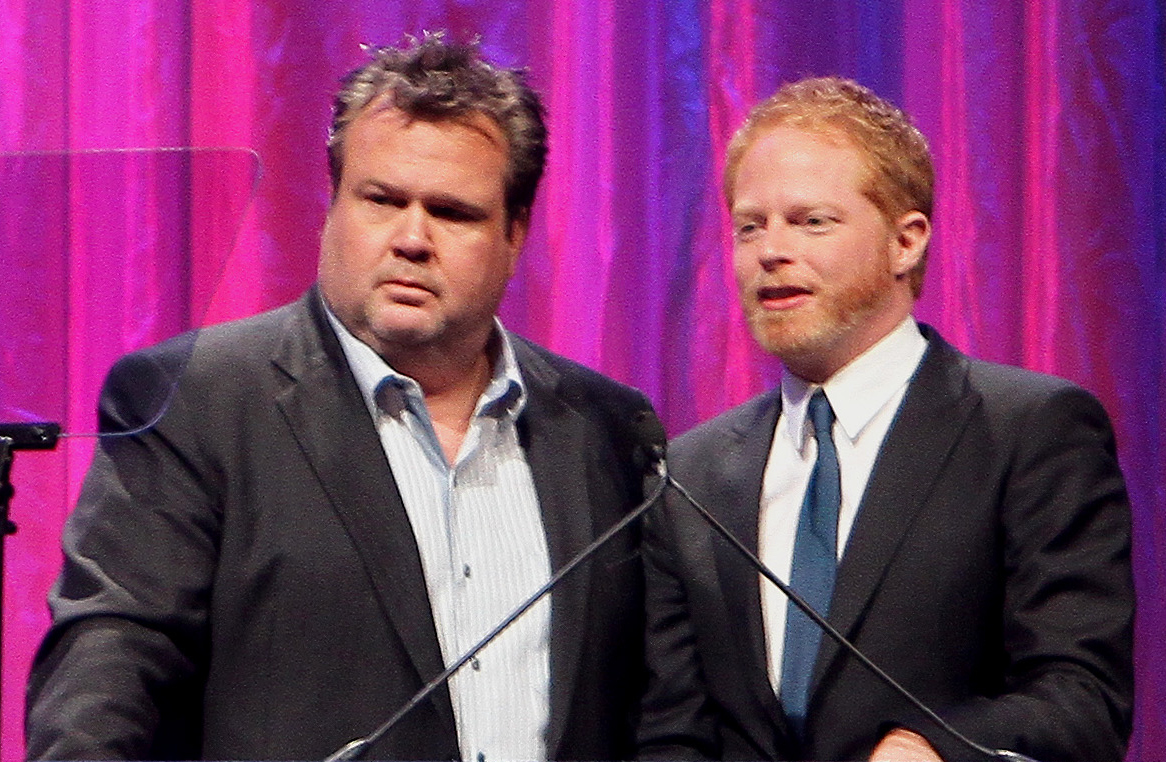
Ferguson i Eric Stonestreet, serialowy partner aktora we Współczesnej rodzinie (2010)

Ferguson urodził się w Missouli, w stanie Montana. Przeniósł się z rodzicami do Albuquerque, gdzie został wychowany. W wieku 8 lat postanowił zostać aktorem i wstąpił do Albuquerque Children's Theater, gdzie uczęszczał przez 6 lat.
Ferguson pracował jako tancerz i piosenkarz w Cliff's Amusement Park. Po ukończeniu liceum, uczęszczał na  The American Musical and Dramatic Academy w Nowym Jorku.
Po niewielkich epizodach w filmach, w 2009 roku Jesse dostał jedną z głównych ról w sitcomie ABC, Współczesna rodzina. Za rolę Mitchella, homoseksualisty i prawnika, czterokrotnie został nominowany do nagród Emmy.
Jesse Tyler Ferguson jest gejem. We wrześniu 2012 roku, ogłosił swoje zaręczyny z prawnikiem Justinem Mikitą, z którym był związany od 2 lat. Wzięli ślub 20 lipca 2013 roku w Nowym Jorku.

## Filantropia
Tie the Knot
We wrześniu 2012 roku razem ze swoim mężem Justinem Mikitą, założył non-profitową organizację charytatywną na rzecz legalizacji małżeństw jednopłciowych. Organizacja ta została nazwana Tie the knot i specjalizuje się w sprzedaży muszek do garniturów. Swoją działalność ogłosili publikując filmik w serwisie Youtube, w którym ogłosili również, że są zaręczeni. W filmiku wyjaśniają również, że jak dotychczas, małżeństwa jednopłciowe są legalne tylko w siedmiu stanach USA.
Fundacja ta sprzedaje limitowane edycje muszek do garniturów a dochód ze sprzedaży zostaje całkowicie przekazany organizacjom ogólnonarodowym działającym na rzecz legalizacji małżeństw jednopłciowych. Kolekcje muszek są projektowane przez różnych producentów a następnie sprzedawane przez The Tie Bar, firmę sprzedającą akcesoria odzieży męskiej.
W październiku 2013 roku amerykańska organizacja broniąca praw obywatelskich ACLU ogłosiła Jessie'go ambasadorem społeczności LGBT. Był on bardzo mocno zaangażowany w kampanie organizacji o nazwie "Out for Freedeom" i starał się o zalegalizowanie małżeństw jednopłciowych w stanie Nowy Meksyk, skąd pochodzi i gdzie nie ma dokładnie sprecyzowanych praw odnośnie do małżeństwa jednopłciowych.

## Filmografia

### Filmy
- 2000: Amerykański skandal jako młody Tom Hemings
- 2001: Ordinary Sinner jako Ogden
- 2004: Mercury in Retrograde jako Duane
- 2006: Miłość bez końca jako student
- 2008: Nieuchwytny jako Arthur James Elmer
- 2009: Wonderful World jako Cyril
- 2012: The Procession
- 2012: Stars in Shorts jako Jason

### Seriale
- 2006–2007: Nasza klasa jako Richie Velch
- 2007: Brzydula Betty jako Gabe Farkus
- 2008: Do Not Disturb jako Larry
- 2009: The Battery's Down jako Shamus McKelvy
- 2009–2020: Współczesna rodzina jako Mitchell Pritchett
- 2010: Brzydula Betty jako Gabe Farkus
- 2012: Submissions Only jako Jared Halstead
- 2013: Conan jako Conan
- 2013: Web Therapy jako Steve Olson